# Sarsia rosaria
Sarsia rosaria är en nässeldjursart som först beskrevs av Agassiz 1862.  Sarsia rosaria ingår i släktet Sarsia och familjen Corynidae. Inga underarter finns listade i Catalogue of Life.